# Anjum Saeed
Anjum Saeed, född den 11 augusti 1968, är en pakistansk landhockeyspelare.
Han tog OS-brons i herrarnas landhockeyturnering i samband med de olympiska landhockeytävlingarna 1992 i Barcelona.